# دیدرو ۵۳۵۱
سیارک ۵۳۵۱ (به انگلیسی: 5351 Diderot، نامگذاری:1989SG5) پنج هزار و سیصد و پنجاه و یکمین سیارک کشف شده‌است که در ۲۶ سپتامبر ۱۹۸۹ کشف شد.
قدر مطلق سیارک برابر ۱۳٫۰۰ است.